# Duvekooie

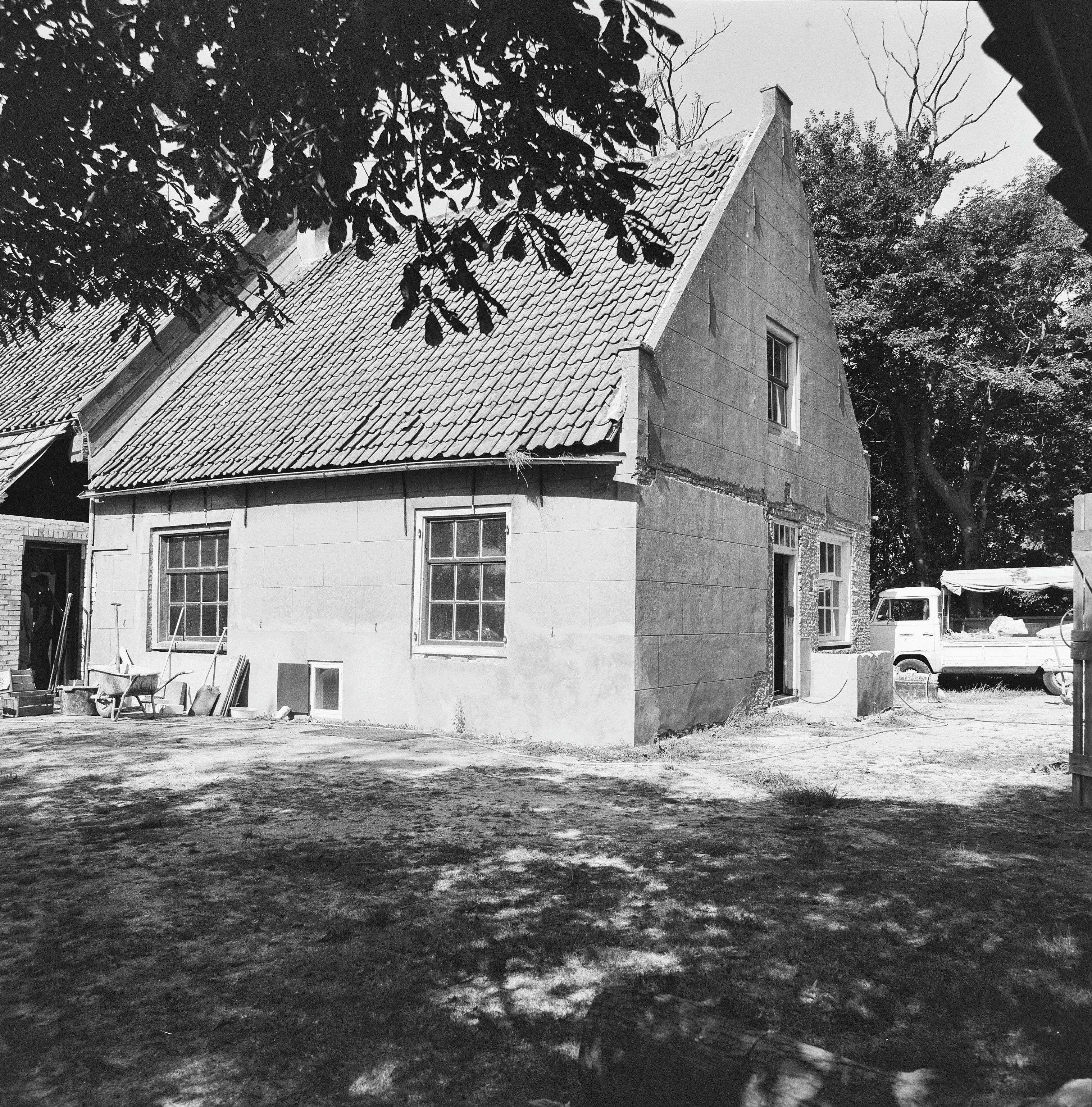
Aanzicht woongedeelte

De Duvekooie (Duivenkooi) is een oude duinboerderij aan de Westduinweg in Ouddorp in de Nederlandse provincie Zuid-Holland, op enige kilometers afstand van de dorpskern. De boerderij, een gemeentelijk monument is gebouwd in 1761 en is vele jaren eigendom geweest van de familie Van Huizen. 
In de jaren 80 van de 20e eeuw is de boerderij grotendeels teruggebracht in de oorspronkelijke staat, hierbij verdwenen enkele 'moderne' aanbouwen. Een bijzonderheid is het oorspronkelijke bakhuisje.

## Afbeeldingen

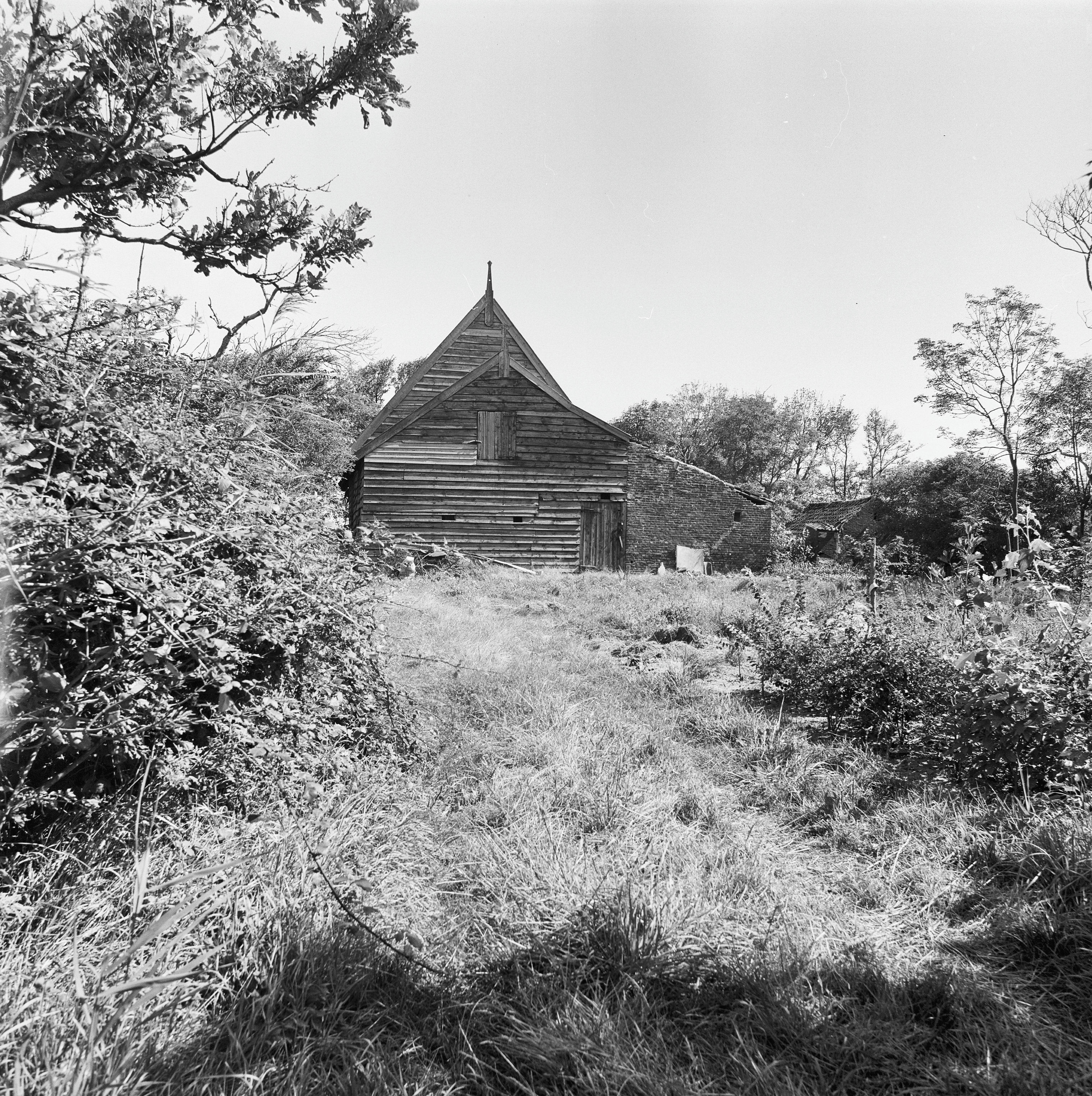
Wagenschuur
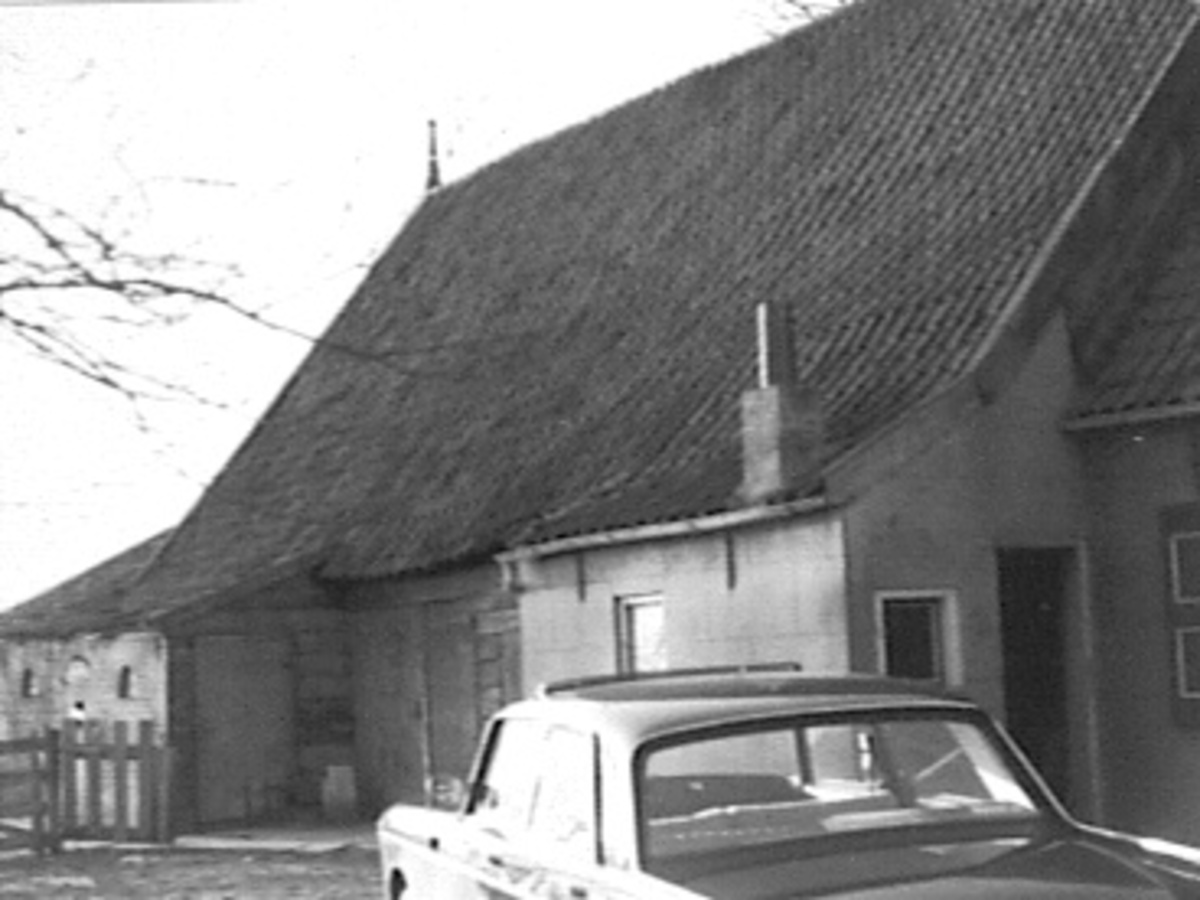
Zijgevel schuur in 1975
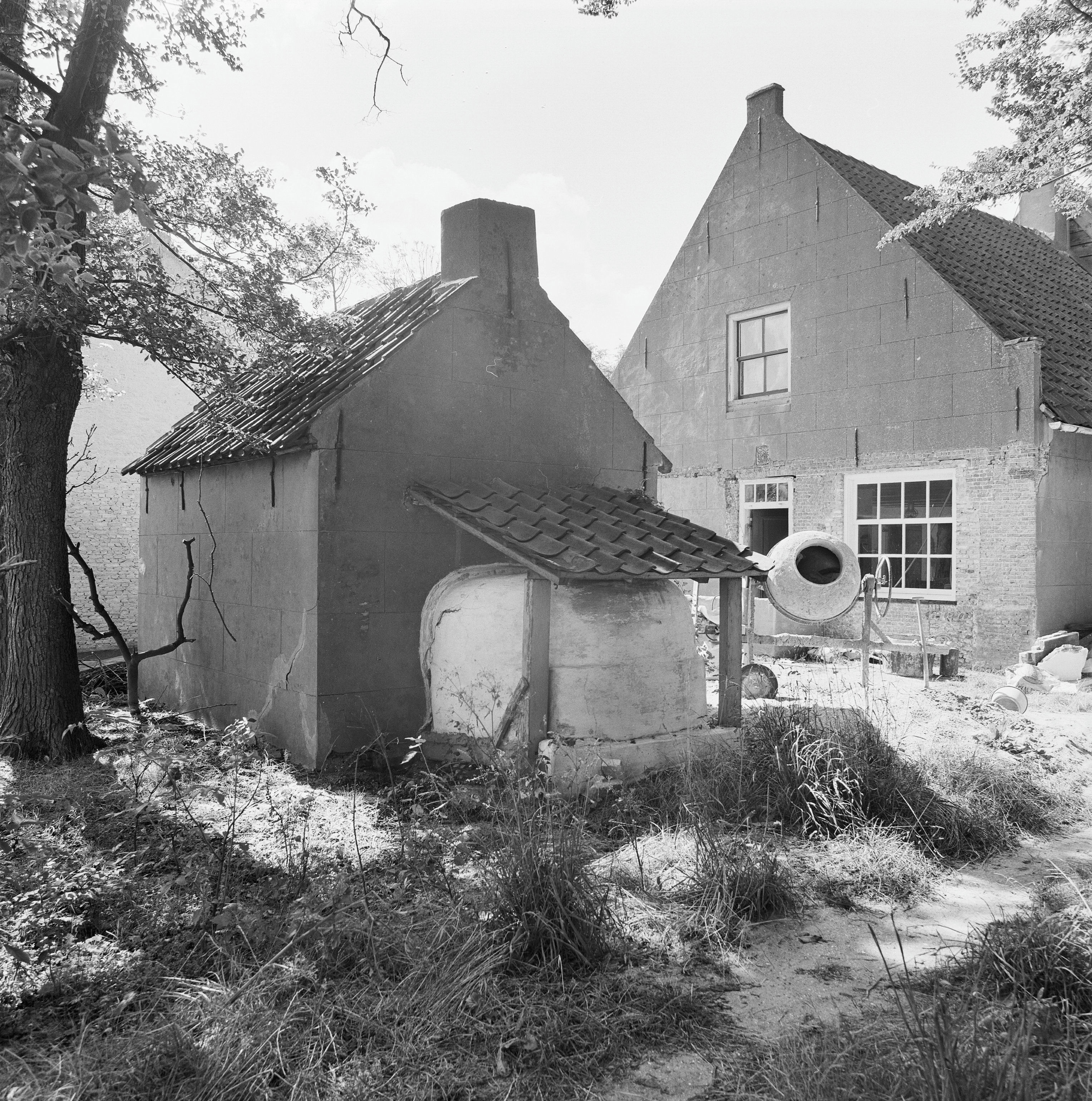
Bakhuis